# Kai Mahler
Kai Mahler (ur. 11 września 1995 w Zurychu) – szwajcarski narciarz dowolny, specjalizujący się w slopestyle'u i big air.

## Kariera
Po raz pierwszy na arenie międzynarodowej pojawił się w 2010 roku, startując na mistrzostwach świata juniorów w Cardronie, gdzie zajął 11. miejsce w slopestyle'u. W styczniu 2012 roku zdobył złoty medal w tej samej konkurencji podczas igrzysk olimpijskich młodzieży w Innsbrucku. Miesiąc później był też najlepszy podczas mistrzostw świata juniorów w Valmalenco.
W zawodach Pucharu Świata zadebiutował 21 stycznia 2011 roku w Kreischbergu, zajmując piąte miejsce w halfpipe'ie. Tym samym już w swoim debiucie zdobył pierwsze pucharowe punkty. Na podium zawodów tego cyklu po raz pierwszy stanął 10 stycznia 2014 roku w Breckenridge, kończąc rywalizację w slopestyle'u na trzeciej pozycji. W zawodach tych wyprzedzili go jedynie Bobby Brown z USA i Szwed Jesper Tjäder. Najlepsze wyniki osiągnął w sezonie 2016/2017, kiedy to zajął dziesiąte miejsce w klasyfikacji generalnej, a w klasyfikacji big air był czwarty.
W 2011 roku wystartował na mistrzostwach świata w Deer Valley, gdzie zajął 16. miejsce w halfpipe'ie. W 2014 roku brał udział w igrzyskach olimpijskich w Soczi, zajmując szesnaste miejsce w slopestyle'u. W 2019 roku, na mistrzostwach świata w Park City zajął 11. miejsce w big airze.

## Osiągnięcia

### Igrzyska olimpijskie
| Miejsce | Dzień     | Rok  | Miejscowość | Konkurencja | Zwycięzca        |
| ------- | --------- | ---- | ----------- | ----------- | ---------------- |
| 16.     | 13 lutego | 2014 | Soczi       | Slopestyle  | Joss Christensen |

### Mistrzostwa świata
| Miejsce | Dzień    | Rok  | Miejscowość | Konkurencja | Zwycięzca      |
| ------- | -------- | ---- | ----------- | ----------- | -------------- |
| 16.     | 5 lutego | 2011 | Deer Valley | Halfpipe    | Micheal Riddle |
| 11.     | 2 lutego | 2019 | Park City   | Big Air     | Fabian Bösch   |

### Puchar Świata

#### Miejsca w klasyfikacji generalnej
- sezon 2010/2011: 83.
- sezon 2011/2012: 184.
- sezon 2012/2013: 125.
- sezon 2013/2014: 81.
- sezon 2014/2015: -
- sezon 2015/2016: 175.
- sezon 2016/2017: 10.
- sezon 2017/2018: 150.
- sezon 2018/2019: 93.

#### Miejsca na podium w zawodach
1. Breckenridge – 10 stycznia 2014 (slopestyle) – 3. miejsce
2. Mediolan – 11 listopada 2016 (Big Air) – 1. miejsce
3. Québec – 11 lutego 2017 (Big Air) – 1. miejsce